# Eutamias sibiricus
La ardilla de Siberia o ardilla coreana (Eutamias sibiricus) es una especie de roedor esciuromorfo de la familia de los esciúridos (Sciuridae) que habita en el norte de Asia, desde el centro de Rusia a China, Corea, y Hokkaidō, en el norte de Japón. Vive en hábitats boscosos con un sotobosque arbustivo. Ha colonizado partes del este y centro de Europa, debido a escapes del cautiverio.
Sus enemigos son las aves rapaces, mustélidos y gatos.

## Descripción

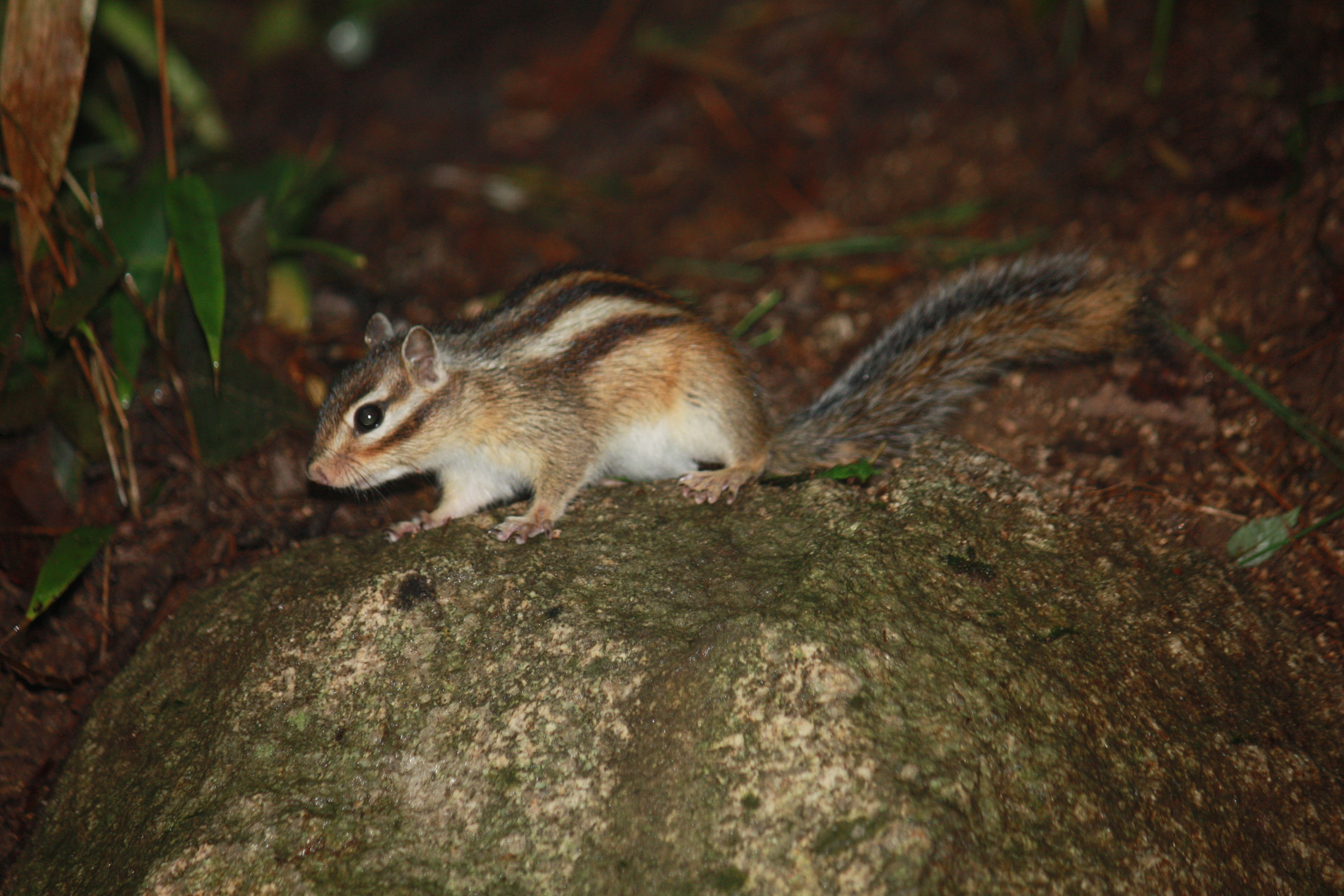
Ardilla coreana en libertad

Típicas de la ardilla de Siberia son las cinco franjas blancas y oscuras a lo largo de la espalda. Mide de 18 a 25 cm de largo, de los cuales un tercio pertenece a la cola. El peso de los adultos depende de la época del año, pero es normalmente de 50 a 150 g. Su tamaño es relativamente pequeño en comparación con otros esciúridos, como la ardilla roja (Sciurus vulgaris).

Su fórmula dental es: 
| Dentición |
| --------- |
| 1,0,2,1   |
| 1,0,1,3   |

En los libros de la autora Begoña Oro Pradera, en la colección de "La pandilla de la ardilla", el protagonista principal es Rasi, un ejemplar de E. sibiricus

## Comportamiento
La ardilla coreana es una especie diurna, que vive en bosques de coníferas y mixtos con sotobosque arbustivo. Es una buena escaladora, pero se mantiene sobre todo en el suelo. Vive en una madriguera, que puede llegar a ser de 2,5 m de largo y 1,5 m de profundidad. La madriguera consiste en una cámara nido, varias cámaras de almacenamiento y cámaras de residuos. Vive en colonias donde cada individuo tiene su propio territorio; el territorio va desde 700 hasta 4000 m², y es mayor en hembras que en machos, y también es mayor en otoño que en primavera. La ardilla de Siberia marca su territorio con orina, pero también con las glándulas que tiene sobre sus mejillas.
En contraste con su vida solitaria, se agrupan en parejas en el invierno. El apareamiento se inicia después del invierno, en el mes de abril. Después del apareamiento, las ardillas vuelven a su vida solitaria. Tienen rangos de gestación de 35 a 40 días.
Se alimentan de arbustos, setas, bayas, pájaros y otros animales pequeños.
En casos raros, la ardilla coreana puede propagar enfermedades (como la rabia) a seres humanos por mordedura a otros animales.

## Cautiverio
Las ardillas de Siberia se han popularizado como mascotas, necesitando un gran espacio para no caer en el estrés, y siendo necesario que con regularidad sean soltadas en una habitación o recinto cerrado a prueba de escapes, para que corran y jueguen de forma semilibre, teniendo en cuenta que son animales muy curiosos. Son menos activas en invierno, y en cautiverio normalmente hibernan en las habitaciones con calefacción.
Las ardillas coreanas generalmente viven de 6 a 10 años. La mayoría de los especímenes nacidos en cautiverio se vuelven dóciles hasta cierto punto, siendo más fácil la domesticación de ejemplares jóvenes. Como mascotas estas ardillas disfrutan de frutos secos, frutas, verduras y los bloques de roedores de laboratorio.